# 世界で一番早い春
『世界で一番早い春』（せかいでいちばんはやいはる）は、川端志季による日本の漫画作品。『Kiss』（講談社）にて、2018年4月号から2021年6月号まで連載された。
2025年6月から8月まで、毎日放送にてテレビドラマが放送された。

## 書誌情報
- 川端志季『世界で一番早い春』講談社〈KC Kiss〉、全5巻
  1. 2018年10月12日発売[4][講 1]、ISBN 978-4-06-513517-4
  2. 2019年9月13日発売[講 2]、ISBN 978-4-06-517044-1
  3. 2020年5月13日発売[講 3]、ISBN 978-4-06-519577-2
  4. 2021年2月12日発売[講 4]、ISBN 978-4-06-522248-5
  5. 2021年6月11日発売[講 5]、ISBN 978-4-06-523688-8

## テレビドラマ
2025年6月20日（19日深夜）から8月15日（14日深夜）まで毎日放送『ドラマ特区』枠で放送された。主演は吉田美月喜と藤原樹（THE RAMPAGE）。

### キャスト

#### 主要人物
晴田真帆（はるた まほろ）〈26〉
演 - 吉田美月喜
漫画家。
雪嶋周（ゆきしま しゅう）
演 - 藤原樹（THE RAMPAGE）（幼少期：黒岩紘翔）
真帆の高校時代のマンガ部の先輩。

#### 周辺人物
嵐景政（あらし かげまさ）
演 - 大倉空人（原因は自分にある。）
真帆の担当編集。真帆と高校の同級生。
雪嶋紗香（ゆきしま さやか）
演 - 大原梓（幼少期：青木えみ）
周の妹。今は真帆のアシスタントとして働いている。
ゴリラ丸男（ゴリラまるお）
演 - 味方良介
人気ギャグ漫画家。
霧里（きりさと）
演 - 日比美思
ゴリラ丸男のアシスタント。
嵐広政
演 - 清水海李（第2話-）
景政の兄。
丸井
演 - 朝日琢磨
マンガ部の幽霊部員。
細田
演 - 白上理桜
マンガ部の幽霊部員。
四角
演 - 遠藤聖斗
マンガ部の幽霊部員。
砂屋
演 - 綾乃彩（第1話、第3話）
桜堂社の社員。真帆の漫画を批評しつつ、励ます。3度目の高校時代を送る真帆の貢献で早く完成した漫画「リバイブライン」を高く評価し、雪嶋周とゴリラ丸尾のアポをとりつける。
役名不詳
演 - 川田希（第1話）
晴田真帆の母。漫画部を勧める。
晴田一（はるた はじめ）
演 - 栗原斗蒼（第1話-第2話）
晴田真帆の弟。
役名不詳
演 - 平川丈（第2話）
高校教師。新しくできる山岳部の部室不足から、マンガ部を廃部にし部室を譲るという決定事項を早く伝えるよう、嵐景政を急かす。
半野みぞれ
演 - 柚来しいな（第3話-）
嵐広政の婚約者。妊婦。

### スタッフ
- 原作 - 川端志季『世界で一番早い春』（講談社「Kiss」所載）[3]
- 脚本 - ニシオカ・ト・ニール、松本美弥子、桐乃さち[3]
- 監督 - 富田未来、北川瞳[3]
- オープニング主題歌 - Girls²「さくら、届け」（rhythm zone）[13]
- エンディング主題歌 - Luov「透明シャボン」[14]
- 漫画指導・劇中漫画協力 - 木内愛瑠
- 劇中漫画協力 - 川端志季、上原翔、千景ひふみ[15]、井上淳哉[16]、伊藤洋樹
- チーフプロデューサー - 西山剛史（エイベックス・ピクチャーズ）
- プロデューサー - 村島亘（毎日放送）、鈴木健太郎（エイベックス・ピクチャーズ）、高石明彦（The icon）
- 制作プロダクション - The icon[3]
- 製作 - 「世界で一番早い春」製作委員会、毎日放送[3]
レーベルズ|エイベックス・ピクチャーズ

### 放送日程
| 話数   | 放送日  | サムネイル                   | 脚本                 | 監督     |
| ------ | ------- | ---------------------------- | -------------------- | -------- |
| 第1話  | 6月20日 | タイムスリップラブストーリー | 桐乃さち             | 富田未来 |
| 第2話  | 6月27日 | 2回目の高校生活――            | ニシオカ・ト・ニール | 富田未来 |
| 第3話  | 7月04日 | 変えたい過去、救いたい人     | 松本美弥子           | 北川瞳   |
| 第4話  | 7月11日 | 突然の温泉合宿!?             | ニシオカ・ト・ニール | 北川瞳   |
| 第5話  | 7月18日 | 驚きの新事実                 | 松本美弥子           | 富田未来 |
| 第6話  | 7月25日 | タイムスリップの代償         | 桐乃さち             | 北川瞳   |
| 第7話  | 8月01日 | タイムスリップの真実         | 桐乃さち             | 北川瞳   |
| 第8話  | 8月08日 | 涙の決断                     | 松本美弥子           | 富田未来 |
| 最終話 | 8月15日 | タイムスリップの先に         | ニシオカ・ト・ニール | 富田未来 |

### 放送局
| 放送期間                | 放送時間                      | 放送局       | 対象地域   | 備考              |
| ----------------------- | ----------------------------- | ------------ | ---------- | ----------------- |
| 2025年6月19日 - 8月14日 | 木曜 23:30 - 翌0:00           | テレビ神奈川 | 神奈川県   | 1時間29分先行放送 |
| 2025年6月20日 - 8月15日 | 金曜 0:59 - 1:29 （木曜深夜） | 毎日放送     | 近畿広域圏 | 製作局            |
|                         | 金曜 23:00 - 23:30            | チバテレ     | 千葉県     |                   |
| 2025年6月26日 -         | 木曜 0:00 - 0:30 （水曜深夜） | テレビ埼玉   | 埼玉県     |                   |
|                         | 木曜 22:30 - 23:00            | とちぎテレビ | 栃木県     |                   |
| 2025年6月27日 -         | 金曜 0:00 - 0:30 （木曜深夜） | 群馬テレビ   | 群馬県     |                   |

### ネット配信
| 配信開始月 | 配信サイト           | 配信料金     | 備考           |
| ---------- | -------------------- | ------------ | -------------- |
| 2025年6月  | FOD（FODプレミアム） | 定額制有料   | 見放題独占配信 |
| 2025年6月  | MBS動画イズム        | 広告付き無料 | 見逃し配信     |
| 2025年6月  | TVer                 | 広告付き無料 | 見逃し配信     |

| 毎日放送 ドラマ特区          | 毎日放送 ドラマ特区 | 毎日放送 ドラマ特区   |
| 前番組                       | 番組名              | 次番組                |
| ---------------------------- | ------------------- | --------------------- |
| 年下童貞くんに翻弄されてます | 世界で一番早い春    | 結婚予定日 （再放送） |

### 講談社コミック
以下の出典は講談社公式ウェブサイト内のページ。書誌情報の発売日の出典としている。
1. ↑  “『世界で一番早い春（1）』（川端 志季）”. 講談社コミックプラス.   講談社. 2025年6月3日閲覧。
2. ↑  “『世界で一番早い春（2）』（川端 志季）”. 講談社コミックプラス.   講談社. 2025年6月3日閲覧。
3. ↑  “『世界で一番早い春（3）』（川端 志季）”. 講談社コミックプラス.   講談社. 2025年6月3日閲覧。
4. ↑  “『世界で一番早い春（4）』（川端 志季）”. 講談社コミックプラス.   講談社. 2025年6月3日閲覧。
5. ↑  “『世界で一番早い春（5）』（川端 志季）”. 講談社コミックプラス.   講談社. 2025年6月3日閲覧。